# Ammannia

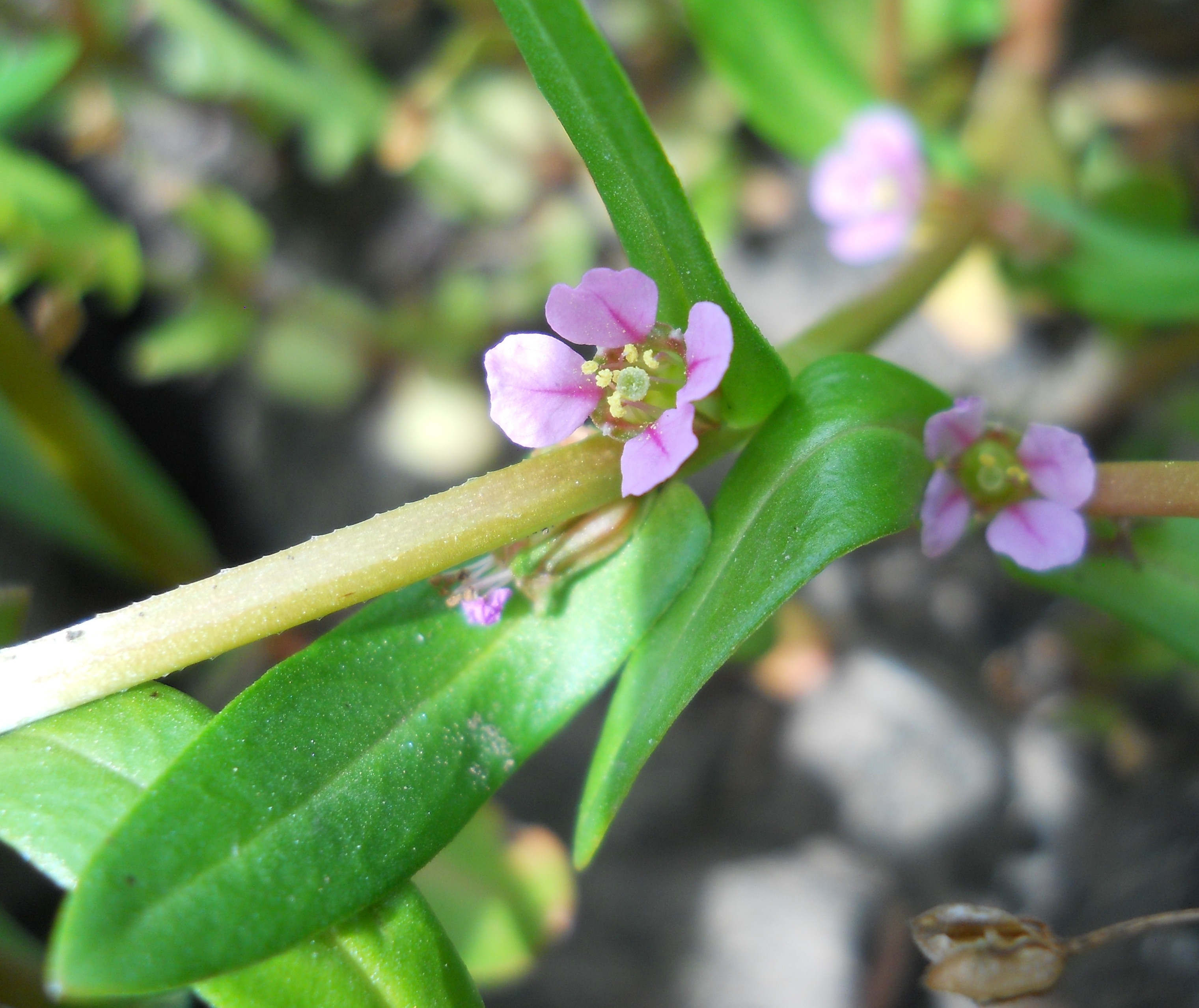
Ammannia robusta

Ammannia – rodzaj roślin z rodziny krwawnicowatych. Obejmuje ok. 25 gatunków. Rośliny te są szeroko rozprzestrzenione w strefie międzyzwrotnikowej, przy czym najbardziej zróżnicowane są w Afryce i Azji. Ammannia baccifera jest rośliną jadalną australijskich aborygenów i lokalnie używana jest jako lecznicza w przypadku chorób skóry. Ammannia senegalensis bywa uprawiana jako roślina akwariowa. Dla rodzaju opublikowana została w XIX wieku polska nazwa „siękla”, ale nie jest ona używana.

## Morfologia
PokrójByliny i rośliny jednoroczne o pędach nagich, prosto się wznoszących. Młode pędy są czworoboczne, starsze zwykle czerwienieją z powodu akumulacji antocyjanów.
LiścieNaprzeciwlegle, zwykle krótkoogonkowe lub siedzące, cienkie.
KwiatyZebrane w wierzchotki, z białawymi, błoniastymi przysadkami. Kwiaty są 4-krotne (rzadko 6-krotne), promieniste. Kielich dzwonkowaty, zaokrągla się w czasie owocowania. Zwieńczony jest 4, rzadko 6 działkami o długości 1/3 rurki. Płatki korony nieobecne lub 4, szybko odpadające. Pręcików jest od dwóch do 8. Zalążnia niekompletnie 2–4-komorowa, kulistawa, z licznymi zalążkami. Szyjka słupka różnej długości, trwała, zwieńczona główkowatym znamieniem.
OwoceKulistawe, cienkościenne torebki zawierające liczne, złotobrązowe jajowate nasiona.

## Systematyka
Rodzaj z rodziny krwawnicowatych (Lythraceae) z rzędu mirtowców. Do rodzaju tego włączane są rodzaje Hionanthera i Nesaea co zwiększa ogólna liczbę tu zaliczanych gatunków do 75.
Wykaz gatunków
- Ammannia aegyptiaca Willd.
- Ammannia alternifolia H.Perrier
- Ammannia auriculata Willd.
- Ammannia baccifera L.
- Ammannia coccinea Rottb.
- Ammannia desertorum Blatt. & Hallb.
- Ammannia elata A.Fern.
- Ammannia gracilis Guill. & Perr.
- Ammannia latifolia L.
- Ammannia linearipetala A.Fern. & Diniz
- Ammannia microcarpa DC.
- Ammannia multiflora Roxb.
- Ammannia myriophylloides Dunn
- Ammannia nagpurensis T.Mathew & M.P.Nayar
- Ammannia octandra L.f.
- Ammannia prieuriana Guill. & Perr.
- Ammannia quadriciliata H.Perrier
- Ammannia robusta Heer & Regel
- Ammannia schaeferi Koehne ex Engl.
- Ammannia senegalensis Lam.
- Ammannia uniflora Meijden
- Ammannia urceolata Hiern
- Ammannia verticillata (Ard.) Lam.
- Ammannia wormskioldii Fisch. & C.A.Mey.